# Westfalenstadion
Westfalenstadion (pronunție în germană [ˈvɛstfalənˈʃtaːdi̯ɔn]) este un stadion de fotbal din Dortmund, Renania de Nord-Westfalia, Germania. El este stadionul de casă al clubului Borussia Dortmund.
Din motive de sponsorizare, din decembrie 2005 stadionul este denumit Signal Iduna Park.

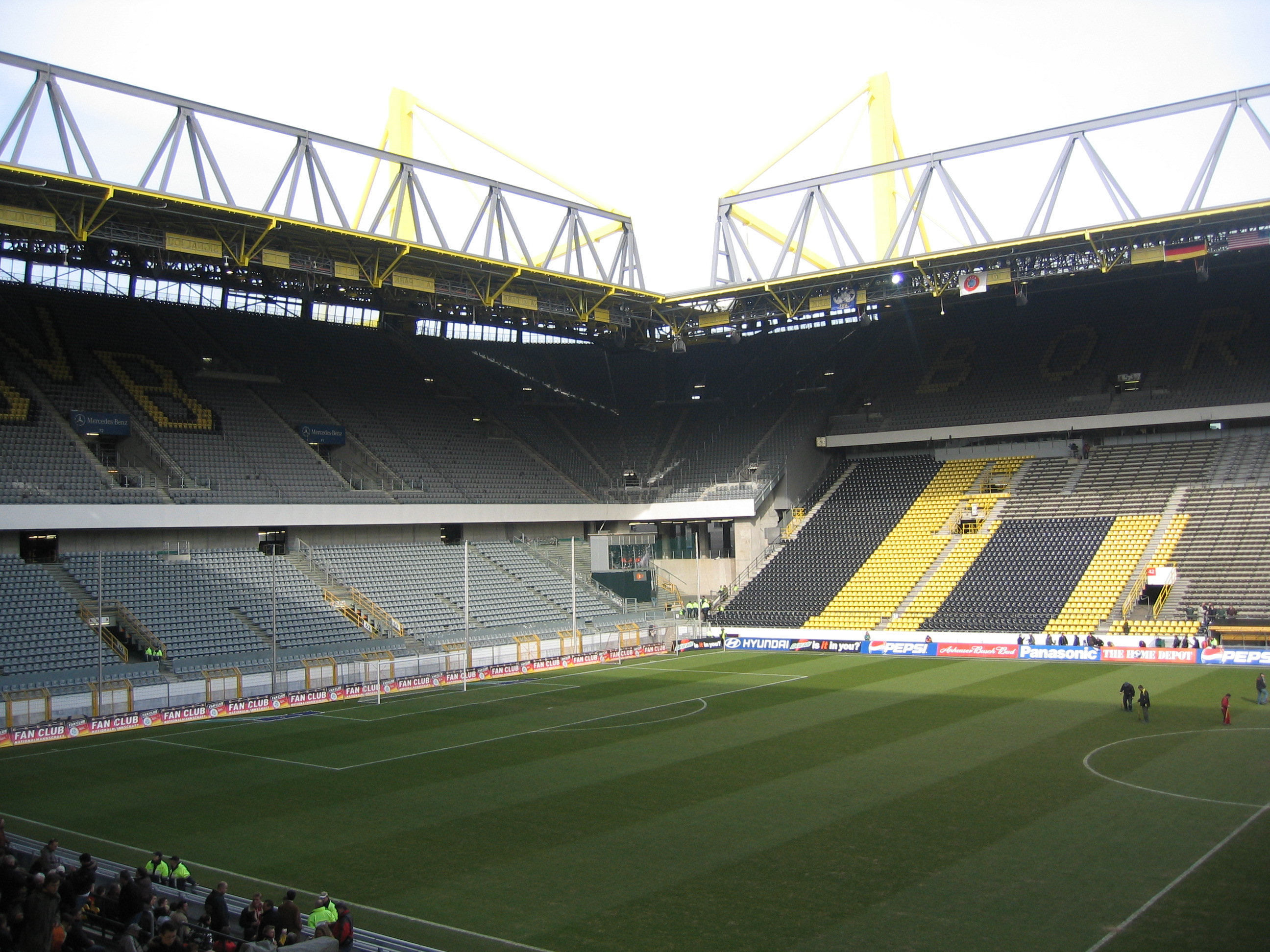
Westfalenstadion, vedere în interior

Arena are o capacitate de 81.264 de locuri (pe scaune și în picioare) pentru meciurile de campionat național, și 65.590 (doar pe scaune) pentru meciuri internaționale. Este cel mai mare stadion din Germania și al 7-lea din Europa, dar și al treilea cel mai mare stadion al unui club de top european (după Camp Nou și San Siro).
Stadionul a găzduit meciuri la Campionatul Mondial de Fotbal 1974 și la Campionatul Mondial de Fotbal 2006. De asemenea el a fost gazdă în finala Cupei UEFA 2001.

## Campionatul Mondial de Fotbal
Stadionul a fost una din arenele gazdă la Campionatul Mondial de Fotbal 2006. Totuși, din cauza regulamentelor FIFA privind denumiri comerciale, arena a fost denumită FIFA World Cup Stadium Dortmund pe durata Campionatului Mondial de Fotbal.
Următoarele meciuri au avut loc pe acest stadion în cadrul turneului:
| Data       | ORA (CET) | Echipa #1          | Scor | Echipa #2 | Runda         | Spectatori |
| ---------- | --------- | ------------------ | ---- | --------- | ------------- | ---------- |
| 2006-06-10 | 18.00     | Trinidad și Tobago | 0–0  | Suedia    | Grupa B       | 62.959     |
| 2006-06-14 | 21.00     | Germania           | 1–0  | Polonia   | Grupa A       | 65.000     |
| 2006-06-19 | 15.00     | Togo               | 0–2  | Elveția   | Grupa G       | 65.000     |
| 2006-06-22 | 21.00     | Japonia            | 1–4  | Brazilia  | Grupa F       | 65.000     |
| 2006-06-27 | 17.00     | Brazilia           | 3–0  | Ghana     | 1/8 de finală | 65.000     |
| 2006-07-04 | 21.00     | Germania           | 0–2  | Italia    | Semifinală    | 65.000     |